# Županovice (kraj południowoczeski)
Županovice – wieś i gmina w Czechach, w powiecie Jindřichův Hradec, w kraju południowoczeski.
1 stycznia 2017 gminę zamieszkiwało 65 osób, a ich średni wiek wynosił 34,8 roku.